# Moulin-de-Pierre British Cemetery
Moulin-de-Pierre British Cemetery is een Britse militaire begraafplaats met gesneuvelden uit de Eerste Wereldoorlog, gelegen in de Franse gemeente Villers-Outréaux in het Noorderdepartement. De begraafplaats ligt net binnen de gemeentegrens langs de weg van Villers-Outréaux naar Lesdain op ruim 1.700 m ten noordwesten van het centrum (Église Saint-Martin). Ze werd ontworpen door William Cowlishaw en wordt onderhouden door de Commonwealth War Graves Commission. Deze kleine begraafplaats heeft een rechthoekig grondplan met een oppervlakte van 199 m² en wordt aan drie zijden begrensd door een natuurstenen muur afgedekt met witte boordstenen. Een trap met zes opgaande treden tussen bloembakken geeft toegang tot de begraafplaats. Het Cross of Sacrifice staat direct na de toegang aan de zuidelijke muur. De graven liggen in twee evenwijdige rijen.
Er liggen 48 Britten begraven.

## Geschiedenis
Na zware gevechten werd de gemeente op 8 oktober 1918 door de 38th (Welsh) Division met de ondersteuning van tanks ingenomen. Langs de weg waar nu de begraafplaats ligt moesten de aanvallers een Duitse machinegeweerpost veroveren die in de ruïnes van een stenen molen was ingericht. Alle 48 slachtoffers sneuvelden op die dag.

## Onderscheiden militairen
- W.D. James, onderluitenant bij de Royal Welsh Fusiliers en Joshua Fielding, soldaat bij het Welsh Regiment werden onderscheiden met de Military Medal (MM).